# Cromna sinensis
Cromna sinensis är en insektsart som först beskrevs av Walker 1851.  Cromna sinensis ingår i släktet Cromna och familjen Flatidae. Inga underarter finns listade i Catalogue of Life.